# Popsicle
Popsicle är en svensk indiepopgrupp från Piteå, bildad 1991. Bandet återförenades 2018 efter ett längre uppehåll.

## Historik
Bandets fyra medlemmar, Andreas Mattsson (sång, gitarr), Fredrik Norberg (gitarr, sång), P-A Wikander (trummor) och Kenneth Wikström (elbas), senare ersatt av Arvid Lind, bildade bandet i Stockholm 1991 och släppte först minialbumet Template 1992 på Skellefteåetiketten A West Side Fabrication, för att sedan senare samma år ge ut Lacquer där låten Hey Princess fanns med. Skivan togs väl emot av både kritiker och insatta skivköpare. Låtarna skrevs av Norberg och Mattsson och var till en början influerade av brittiska, gitarrbaserade shoegazerband som My Bloody Valentine och Ride. Popsicle var med och lade grunden till den svenska indiescenen, men det var dock först fyra år senare som bandet slog igenom för en bredare publik, då singeln Not Forever från den självbetitlade tredje plattan blev en stor hit.
Kvartetten blev mycket uppmärksammad och kritiserad när gruppens gitarrist Fredrik Norberg i tacktalet under Grammisgalan 1993 sade att han önskade att medlemmarna i dansbandet Arvingarna skulle dö i en bussolycka. Han ångrade sitt uttalande och utfärdade dagen efter en ursäkt till Arvingarna. 
Popsicle splittrades i april 1999, då Fredrik Norberg efter en Japan-turné meddelade att han tänkte sluta i bandet. Sex år senare återförenades bandet efter en förfrågan från skivbutiken Pet Sounds, som ville att de skulle spela på butikens 25-årsjubileum. Bandet nappade på idén och gav dessutom den 4 april 2005 en avskedsspelning på Cirkus, Stockholm.
I mars 2018 blev det känt att bandet den 18 maj skulle återförenas för en spelning på Gröna Lund i Stockholm. I en intervju med Mattsson i maj 2018 berättade han att bakgrunden till återföreningen var att bandet fick ett erbjudande från nöjesfältet och tackade ja, Mattsson uttryckte dock att det inte finns planer på att spela in nytt material. Fler spelningar genomfördes under året på Liseberg, Way Out West och Nalen och Popsicle fortsatte att turnera under 2019.
I augusti 2023 spelade bandet albumet Popsicle i sin helhet på Stockholms Kulturfestival.

## Diskografi

### Album
- Template (1992) (minialbum)
- Lacquer (1992)
- Abstinence (1994)
- Popsicle (1996)
- Stand Up And Testify (1997)
- The Good Side of Popsicle (2005) (2-CD, samlingsalbum)

### Singlar
- Whitsun (1992) (EP)
- Hey Princess (1993)
- The Power Ballads (1993) (EP)
- Make Up (1994)
- Histrionics (1995)
- Not Forever (1995)
- Please Don’t Ask (1996)
- Dusty Roads (1996)
- Dry Spot (1997)
- The Price We Pay (1997)
- The Sweetest Relief (1998)
- Summer (1998)